# 呪われた狩人
『呪われた狩人』（のろわれたかりうど、Le Chasseur maudit）FWV 44は、セザール・フランクが1882年に作曲した交響詩。

## 概要
フランクは生涯で5曲の交響詩を残したが、この作品は最晩年の1882年に作曲され、翌1883年の3月31日に国民音楽協会で初演された。
この作品は、18世紀のドイツの詩人ゴットフリート・アウグスト・ビュルガー（Gottfried August Bürger）のバラードに基づいており、教会のミサに出かけず、狩りに出かけた伯爵は、その冒涜によって永劫の罪を受けてしまうといった内容である。
冒頭のホルンに続いて、聖歌風の主題が現れ、やがて角笛を思わせる主題が取って代わり、狂騒的に展開してゆく。演奏時間は約15分である。

## 編成
- 木管楽器

ピッコロ、フルート2、オーボエ2、クラリネット2、ファゴット4
- 金管楽器

ホルン4、トランペット2、コルネット2、トロンボーン3、チューバ
- 打楽器

ティンパニ3、鐘3、トライアングル、シンバル、バスドラム
- 弦楽器など

弦五部